# Język staroangielski
Język staroangielski (ang. Old English; stang. Ænglisc, Anglisc lub Englisc sprǣc, wym. /ˈenɡliʃ/) lub język anglosaski (ang. Anglo-Saxon; stang. Ængle-Seaxisce sprǣc) – najwcześniejsza znana forma języka angielskiego używana w Anglii oraz w południowej i zachodniej Szkocji we wczesnym średniowieczu. Język został przywieziony do Wielkiej Brytanii przez Anglosasów w połowie V wieku, a pierwsze teksty w tym języku datuje się na połowę VII wieku. Po inwazji Normanów na Anglię w 1066 roku, język angielski został na jakiś czas zastąpiony przez język anglo-normandzki (dialekt języka staronormandzkiego), który był wówczas używany przez klasę wyższą. Okres ten uważa się za schyłek ery języka staroangielskiego, który będąc pod silnym wpływem języka anglo-normandzkiego, stopniowo ewoluował w język średnioangielski.
Język staroangielski wyewoluował z grupy dialektów anglofryzyjskich oraz języków germańskich Morza Północnego, początkowo używanych przez plemiona germańskie tradycyjnie zwane Anglami, Sasami i Jutami. Kiedy Anglosasi stali się grupą dominującą w Anglii, ich język zastąpił języki używane w Brytanii, tj. język brytyjski, jeden z języków celtyckich, oraz łacinę, która pojawiła się w Brytanii po inwazji Rzymian. Staroangielski posiadał cztery podstawowe dialekty, powiązane z anglosaskimi królestwami: kentyjski, mercyjski, northumbryjski i zachodniosaski. Ten ostatni stworzył podstawy dla standardu literackiego w późnym okresie języka staroangielskiego, pomimo że formy dominujące w średnio- i nowoangielskim pochodzą głównie z dialektu mercyjskiego. Mowa zachodnich i północnych części Anglii była pod dużym wpływem języka staronordyckiego co spowodowane było panowaniem Skandynawów i zasiedlaniem tamtych ziem od IX wieku.
Staroangielski jest jednym z zachodniogermańskich języków i jest ściśle powiązany z językami starofryzyjskim i starosaksońskim. Tak jak w przypadku innych starogermańskich języków, różni się on znacząco od obecnej formy języka angielskiego i jest praktycznie niezrozumiały dla rodzimych użytkowników języka angielskiego. W gramatyce języka staroangielskiego rzeczowniki, przymiotniki, zaimki i czasowniki posiadają wiele form fleksyjnych nieznanych obecnie w języku angielskim. Szyk wyrazów w staroangielskim jest również dużo bardziej swobodny niż obecnie . Najstarsze znane inskrypcje w staroangielskim zostały zapisane przy użyciu systemu runicznego (fuþork), który od około VIII wieku został zastąpiony zmodyfikowaną wersją alfabetu łacińskiego.

## Terminologia
Wyraz Englisc, od którego wywodzi się obecna nazwa języka angielskiego English, oznacza „odnoszący się do Anglów” . W staroangielskim słowo to zostało zaczerpnięte od wyrazu Angles (Anglowie), nazwy jednego z ludów germańskich, które podbiły Wielką Brytanię w V wieku . W IX wieku wszystkie napływające plemiona germańskie określano terminem Englisc. Istnieją również przypuszczenia jakoby Anglowie wzięli swoją nazwę od haczyka do łowienia ryb, ponieważ ich ziemia na brzegu Półwyspu Jutlandzkiego (dzisiaj w większości terytorium Danii) miała przypominać swoim kształtem ów haczyk. W rekonstrukcji języka pragermańskiego wyraz *anguz używany był również w znaczeniu „ciasny” lub „wąski” odnosząc się do płytkich wód w pobliżu wybrzeża. Wyraz ten zrekonstruować można aż do języka praindoeuropejskiego, gdzie miał on formę *h₂enǵʰ- i również oznaczał „wąski” .
Inna teoria głosi, że pochodzenie słowa „wąski” jest powiązane z wędkarstwem (ang. angling), które samo w sobie wywodzi się od rdzenia praindoeuropejskiego oznaczającego zgięcie, kąt. W tej teorii związkiem semantycznym jest haczyk do łowienia ryb, który z reguły jest zagięty pod odpowiednim kątem. W obu przypadkach, Anglowie mogli zostać tak nazwani ponieważ zajmowali się rybołówstwem lub wywodzili się od ludzi, którzy to robili, zatem termin Anglia można tłumaczyć jako „ziemia rybaków”, a język angielski jako „język rybaków”.

## Historia

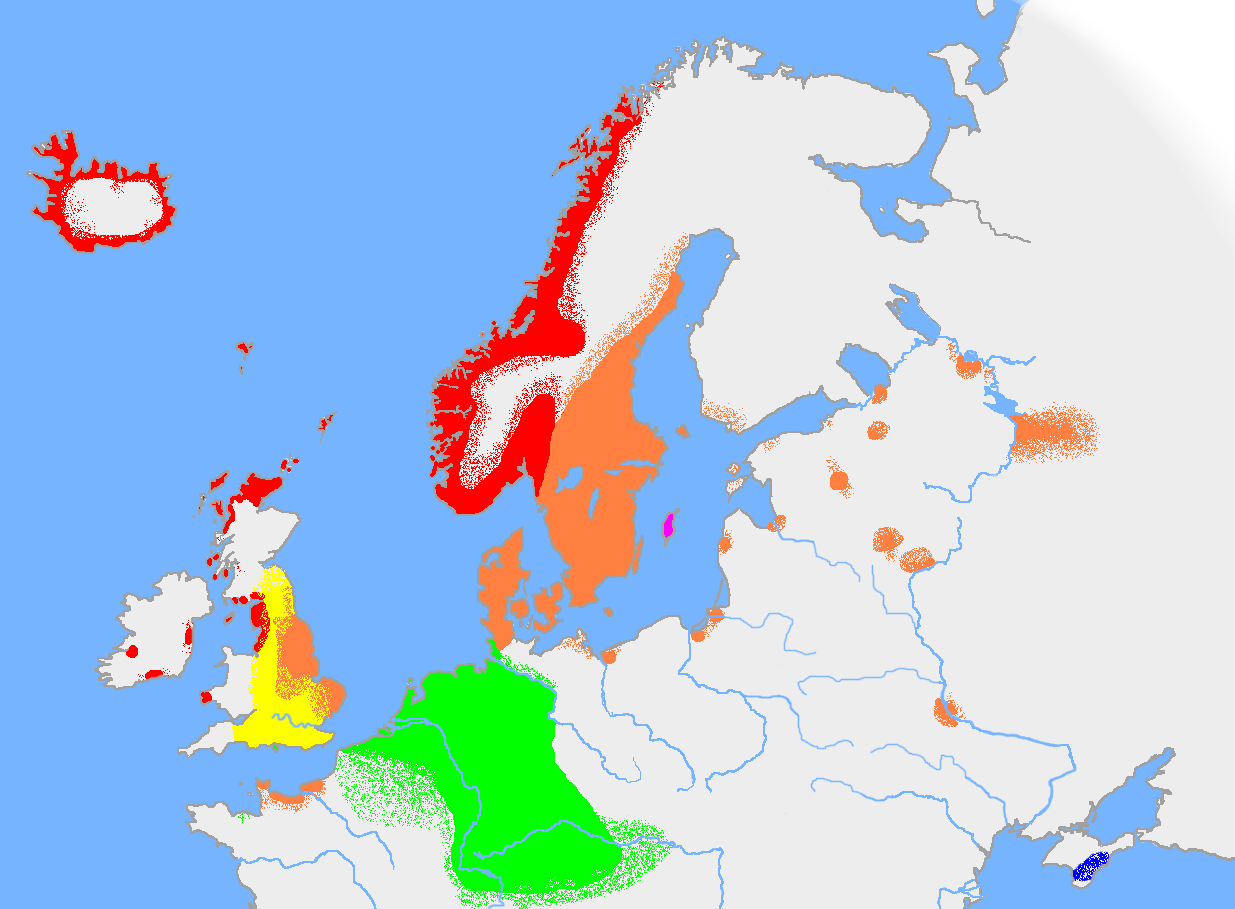
Przybliżony obszar języków germańskich na początku X wieku:
starozachodnionordycki
starowschodnionordycki
starogotlandzki
staroangielski
kontynentalne zachodniogermańskie
gocki

Język staroangielski nie był statyczny, a jego użycie obejmuje okres 700 lat, począwszy od osiedlenia się Anglosasów w Brytanii w V wieku aż do końca XI wieku, niedługo po inwazji Normanów na Anglię w 1066 roku. Stwierdzając, że ustalenie dokładnych ram czasowych języka staroangielskiego jest w dużej mierze umowne, Albert Baugh datuje jego okres na lata 450–1150 stwierdzając, że w tym czasie był on językiem syntetycznym, to jest takim, w którym formy gramatyczne tworzone są za pomocą afiksów i funkcjonują w charakterze pojedynczego słowa . Stwierdza on również, że ok. 85% wszystkich słów staroangielskich wyszło z użycia, jednak te, które przetrwały stanowią podstawowy element języka nowoangielskiego .
Staroangielski należy do grupy języków zachodniogermańskich i rozwinął się w V wieku z dialektów ingwaeońskich (zwanych również językami germańskimi Morza Północnego). Używano go na większości terytorium królestw anglosaskich, które potem przekształciły się w Królestwo Anglii. Obszar ten obejmuje większość dzisiejszej Anglii, jak również część terenów dzisiejszej południowo-wschodniej Szkocji, które przez kilka wieków należały do anglosaskiego królewstwa Nortumbrii. Inne regiony wyspy – Walia i większość Szkocji – dalej używały języków celtyckich, z wyjątkiem obszarów, gdzie osiedlili się Skandynawowie, którzy używali języka staronordyckiego. Mowa celtycka została ugruntowana w niektórych rejonach Anglii, na przykład języka średniokornijskiego używano na obszarze całej Kornwalii i sąsiadujących z nią częściach Devonu. Język kumbryjski przetrwał prawdopodobnie do XII wieku, gdzie był używany w części Kumbrii, a walijski mógł być domyślnym językiem na granicy anglo-walijskiej. Języka nordyckiego używano w północno-wschodniej części Anglii, która wtedy podlegała pod Danelagh.
Umiejętność pisania i czytania wśród Anglosasów wykształciła się po chrystianizacji pod koniec VII wieku. Najstarszym zachowanym tekstem literatury staroangielskiej jest Hymn Cædmona, który został skomponowany między 658 a 680, ale spisany został dopiero na początku VIII wieku . Istnieje ograniczony zbiór inskrypcji runicznych z V do VII wieku, jednak najstarsze, runiczne teksty (zwłaszcza inskrypcje na szkatułce z Auzonu) datuje się na początek VIII wieku. Około VIII wieku wprowadzono alfabet staroangielski bazujący na alfabecie łacińskim.
Po zjednoczeniu królestw anglosaskich (poza granicami Danelagh) przez Alfreda Wielkiego w końcówce IX wieku, język urzędowy i literacki został ustandaryzowany bazując na dialekecie zachodniosaskim (wczesnozachodniosaski). Alfred Wielki opowiadał się za nauką w języku angielskim obok łaciny i zlecił tłumaczenie wielu prac na język angielski, a kilka z nich, takie jak, Księga reguły pasterskiej papieża Grzegorza I, przełożył osobiście.
Późniejszy standard literacki, pochodzący z końca X wieku, powstał pod wpływem biskupa Winchesteru Etelwolda I i był potem używany przez takich pisarzy jak Ælfric (zwany Grammaticusem). Ta forma języka znana jest jako „standard winchesterski” (ang. Winchester standard) lub powszechniej jako standard późnozachodniosaski (ang. Late West Saxon). Powszechnie twierdzi się, że standard ten reprezentuje „klasyczną” formę języka staroangielskiego. Zachował on swoją prestiżową pozycję do czasów inwazji Normanów, kiedy to język angielski przestał na jakiś czas być językiem literackim.
Historię języka staroangielskiego można podzielić na kilka okresów:
- prehistoryczny staroangielski (ok. 450–650): w tym okresie język staroangielski jest w dużej mierze językiem zrekonstruowanym, ponieważ nie zachowały się żadne pisemne świadectwa, z wyjątkiem niewielkiej liczby inskrypcji runicznych. Język ten, lub blisko ze sobą spokrewniona grupa dialektów, używany przez Anglów, Sasów i Jutów, nazywany jest również staroangielskim prymitywnym (ang. Primitive Old English), w tym samym znaczeniu co prastaroangielski[8].
- wczesnostaroangielski (ok. 650–900): okres najstarszych znanych tekstów autorstwa Cedmona z Whitby, Bedy Czcigodnego, Cynewulfa i Aldhelma.
- późnostaroangielski (ok. 900–1170): ostatnia forma staroangielskiego trwająca do inwazji Normanów i prowadząca do powolnej zmiany w język wczesnośrednioangielski.

Po okresie staroangielskim następowały kolejno okresy: średnioangielski (XII–XV wiek), wczesnonowoangielski (ok. 1480-1650) i nowoangielski (po 1650 do teraz).

## Dialekty

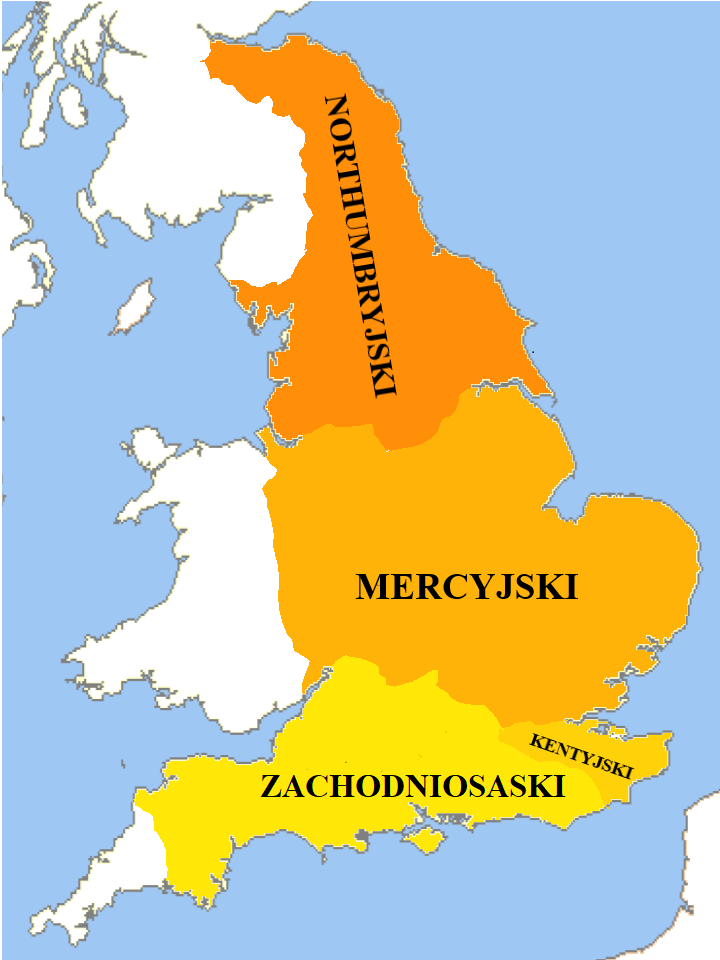
Dialekty języka staroangielskiego, ok. 800 roku

Podobnie jak dzisiejszy język angielski, staroangielski nie był tworem jednolitym. Wyewoluował on z czasem z dialektów plemion, które kolonizowały Anglię i dopiero później dialekty te zaczęły składać się na jeden narodowy język, jednak nawet wtedy staroangielski wciąż wykazywał duże zróżnicowanie regionalne, a pozostałości tego wciąż widoczne są w dzisiejszych dialektach języka angielskiego.
Język staroangielski dzielił się na cztery główne dialekty: zachodniosaski, kentyjski, mercyjski i northumbryjski. Dwa ostatnie dialekty określa się mianem dialektów anglijskich (ang. Anglian). Pod względem geograficznym region Nortumbrii leży na północ od rzeczki Humber, mercyjski na północ od Tamizy i południe od Humber; zachodniosaski położony jest na południu, na południowy zachód od Tamizy, a najmniejszy region Kentu znajdował się na południowym wschodzie od Tamizy. Dialekt kentyjski, używany przez Jutów, pozostawił po sobie najmniej dowodów pisemnych .
Wszystkie dialekty i ich nazwy związane były z niepodległymi królestwami na wyspie. Spośród nich Nortumbria na południe od Tyne i większość terenów Mercji zostało opanowane przez wikingów w IX wieku. Część Mercji, którą udało się obronić, i cały Kent pod rządami Alfreda Wielkiego, zostały następnie włączone do Wessex. Od tego czasu dialekt zachodniosaski (ówcześnie w formie znanej dziś jako wczesnozachodniosaski) został ustandaryzowany i stał się językiem urzędowym oraz tworzył podstawę dla wielu dzieł literackich i religijnych napisanych bezpośrednio w staroangielskim albo przetłumaczonych z łaciny.
Późniejszy standard literacki znany pod nazwą późnozachodniosaski, choć używany w tym samym regionie kraju, wydaje się nie pochodzić bezpośrednio z wczesnozachodniosaskiego dialektu zaproponowanego przez Alfreda. Dla przykładu dyftong /iy/ we wczesnozachodniosaskim miał tendencję do monoftongizacji w /i/, ale już w /y/ w dialekcie późnozachodniosaskim.
Z powodu centralizacji władzy oraz najazdów wikingów, po zjednoczeniu dokonanym przez Alfreda Wielkiego, do dziś zachowało się stosunkowo niewiele zapisów pisemnych innych dialektów niż dialekt zachodniosaski. W tamtym czasie jednak, wciąż używano dialektu mercyjskiego, a jego wpływ widoczny jest w niektórych tłumaczeniach tekstów, z których wiele przełożyli merycjscy uczeni. Innych dialektów dalej używano, o czym świadczy ciągłe zróżnicowanie pomiędzy średnio- i nowoangielskim.

## Fonologia

### Spółgłoski
Dialekt zachodniosaski języka staroangielskiego uważany za standard, posiadł 18 głównych spółgłosek, które przedstawiono w tabeli poniżej. Głoski w nawiasach są alofonami i nie występują jako osobne fonemy.
|                     | wargowe | zębowe | dziąsłowe | za- dziąsłowe | pod- niebienne | mięko- podniebienne | krtaniowe |
| ------------------- | ------- | ------ | --------- | ------------- | -------------- | ------------------- | --------- |
| nosowe              | m       |        | (n̥) n     |               |                | (ŋ)                 |           |
| zwarte              | p b     |        | t d       |               |                | k (ɡ)               |           |
| zwarto- szczelinowe |         |        |           | tʃ (dʒ)       |                |                     |           |
| szczelinowe         | f (v)   | θ (ð)  | s (z)     | ʃ             | (ç)            | x ɣ                 | (h)       |
| aproksymanty        |         |        | (l̥) l     |               | j              | (ʍ) w               |           |
| drżące              |         |        | (r̥) r     |               |                |                     |           |

- [dʒ] jest alofonem /j/ występującym po /n/ oraz przy geminacie.
- [ŋ] jest alofonem /n/ występującym przez [k] i [ɡ].
- [v, ð, z] to dźwięczne alofony kolejno /f, θ, s/, w pozycji interwokalnej (między samogłoskami) lub przed dźwięczną spółgłoską, gdy poprzedzająca sylaba jest akcentowana.
- [h, ç] to alofony /x/ występujące kolejno na początku wyrazu lub po samogłosce przedniej.
- [ɡ] jest alofonem /ɣ/ występującym po /n/ lub przy geminacie[13]. W pewnym momencie przed przejściem do okresu średnioangielskiego [g] wymawiano również w wygłosie.
- bezdźwięczne sonoranty [w̥, l̥, n̥, r̥] pojawiały się po [h] w takich sekwencjach jak /xw, xl, xn, xr/[14].

Powyższy system w dużej mierze przypomina ten znany w dzisiejszym angielskim. Wyjątkami tutaj są głoski [ç, x, ɣ, l̥, n̥, r̥] (oraz [ʍ] dla większości użytkowników), które z czasem zostały utracone, a dźwięczne głoski szczelinowe i zwarto-szczelinowe (wliczając w to /ʒ/ nieznany w staroangielskim), jak również miękkopodniebienny fonem /ŋ/, stały się oddzielnymi fonemami.

### Samogłoski
|                | przednie    | przednie       | tylne       | tylne   |
| niezaokrąglona | zaokrąglona | niezaokrąglona | zaokrąglona |         |
| -------------- | ----------- | -------------- | ----------- | ------- |
| przymknięte    | /i/ iː/     | /y/ yː/        |             | /u/ uː/ |
| średnie        | /e/ eː/     |                |             | /o/ oː/ |
| otwarte        | /æ/ æː/     |                | /ɑ/ ɑː/     | (/ɒ/)   |

|             | Krótkie | Długie |
| ----------- | ------- | ------ |
| przymknięte | /iy̯/    | /iːy̯/  |
| średnie     | /eo̯/    | /eːo̯/  |
| otwarte     | /æɑ̯/    | /æːɑ̯/  |

Pozostałe dialekty miały inne systemy dyftongów. Na przykład dialekt northumbryjski zachował dyftong /i(ː)o̯/, który w dialekcie zachodniosaskim uległ defonologizacji i scalił się z dyftongiem /e(ː)o̯/.